# Tomatina (sostanza chimica)
La tomatina è un glicoalcaloide che si trova nel fusto e nelle foglie delle piante di pomodoro, dotata di proprietà fungicide. La tomatina pura a temperatura e pressione standard è un solido cristallino bianco. È stato dimostrato che la tomatina, così come la tomatidina, ha effetti positivi sulla salute. Integrare la propria dieta con ∼0.04% di tomatidina per 10 settimane riduce il colesterolo nel plasma e l'artereosclerosi in topi ApoE-deficienti senza evidenze di tossicità Inoltre, la tomatidina è una piccola molecola naturale che inibisce l'atrofia muscolare ed è potenzialmente terapeutica per curare la sarcopenia associata all'invecchiamento. La tomatina ha proprietà antibiotiche contro alcune classi di microbi. Alcuni microbi sono in grado di produrre un enzima capace di degradare la tomatina, inibendone le proprietà antibiotiche.

## Storia

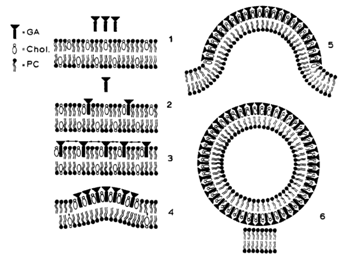
Meccanismo di distruzione della membrana da parte dei glicoalcaloidi

I pomodori sono stati portati in Europa attorno al 1590. Il botanico inglese John Gerard fu uno dei primi coltivatori di piante di pomodoro. Nella sua pubblicazione "Grete Herball" considerò i pomodori come tossici per via degli elevati livelli di tomatina ed acidi. Per questo motivo i pomodori non furono mangiati sino a metà del Settecento.

Biosintesi della α-tomatina (26) e di altri
glicoalcaloidi steroidei nelle Solanacee.

## Tossicità
I possibili rischi della tomatina sugli umani non sono ancora stati studiati. Tuttavia sono stati studiati gli effetti della tomatina su cavie di laboratorio. I sintomi di avvelenamento da tomatina sugli animali sono simili ai sintomi di avvelenamento da solanina, un glicoalcaloide presente nelle patate. Questi sintomi includono vomito, diarrea, dolore addominale, sonnolenza, confusione, debolezza e depressione. Generalmente, si ritiene che la tomatina abbia meno effetti tossici sui mammiferi rispetto ad altri alcaloidi come la solanina. La quantità di tomatina assorbita dal corpo umano così come il suo possibile metabolismo non sono noti. Non ci sono prove che il consumo di pomodori possa causare effetti tossici acuti.